# Teosto
Teosto ry (Säveltäjäin Tekijänoikeustoimisto, en français bureau des détenteurs des droits des compositions musicales) est la société de gestion des droits d'auteur musicaux de Finlande. L'organisation, établie par une loi de 1928, est actuellement basée à Helsinki dans le district de Lauttasaari. Teosto est membre de la CISAC.